# Медведјек (Требње)
Медведјек (словен. Medvedjek) је насељено место у општини Требње, регија Југоисточна Словенија, Словенија.

## Историја
До територијалне реорганизације у Словенији био је у саставу старе општине Требње. Као самостално насеље Медведјек постоји од 1992. године. Настао је издвајањем дела из насеља Велики Габер.

## Становништво
У попису становништва из 2011. године, Медведјек је имао 87 становника.
| Број становника према пописима | Број становника према пописима |
| ------------------------------ | ------------------------------ |
| 2002                           | 2011                           |
| 62                             | 87                             |

Напомена: Године 1992. настала издвајањем дела из насеља Велики Габер.